# Scopula optivata
Espèce
Synonymes
- Acidalia optivata Walker, 1861[2]
- Leptomeris thysanopus amathodes Turner, 1908[2]
- Leptomeris thysanopus polia Turner, 1908[2]

Scopula optivata est une espèce d'insectes lépidoptères de la famille des Geometridae vivant sur presque tout le territoire australien y compris en Tasmanie.

## Liste des sous-espèces
Selon Catalogue of Life (10 octobre 2020) :
- sous-espèce Scopula optivata optivata (Walker, 1861)
- sous-espèce Scopula optivata youngi Holloway, 1977